# Quinto Pompeu Aulo
Quinto Pompeu Aulo (em latim: Quintus Pompeius Aulus) foi um político da gente Pompeia da República Romana eleito cônsul em 141 a.C. com Cneu Servílio Cepião.

## Família
Pompeu era de origem humilde, filho de um "Aulo Pompeu", que provavelmente foi um tocador de flauta, uma história provavelmente inventada pelos aristocratas para diminuir as habilidades de Quinto. Em todo caso, não há registros dos primeiros anos de sua vida pública, mas, segundo Cícero, foi um poderoso orador.

## Consulado (141 a.C.) e proconsulado (140-139 a.C.)

Mapa da conquista da Península Ibérica. Mapa da Hispânia na época de Máximo Serviliano

Em 141 a.C., Pompeu foi eleito cônsul com Cneu Servílio Cepião vencendo Lélio, que tinha o apoio de de Cipião Emiliano, de quem se tornou inimigo depois disto, Recebeu a Hispânia Citerior como província consular sucedendo a Quinto Cecílio Metelo Macedônico enquanto Quinto Fábio Máximo Serviliano era procônsul da Hispânia Ulterior, ambos com a missão de pacificar a região. O seu comando da Terceira Guerra Celtibera foi, porém decepcionante. Depois de iniciar um cerco a Numância, sem muito sucesso, ordenou um cerco a Tiermes, mas acabou sendo repelido novamente. Já com poderes proconsulares, decidiu atacar Mânlia, que acabou abrindo as portas aos romanos depois que os seus habitantes, numa noite, assassinaram a guarnição numantina, e, novamente, Tiermes, que desta vez caiu nas suas mãos. Eliminadas estas duas cidades, centrou a sua atenção em sitiar a capital numantina.
Desta vez decidiu cortar os fornecimentos dos rebeldes bloqueando o Douro, mas teve de desistir, pois os rebeldes saíram da cidade e atacaram os romanos, obrigando-os a recuar. Suas tropas, acampadas no sopé da muralha da cidade durante o inverno, sofreram diversas baixas por causa do frio e doenças. Para evitar um desastre maior, acabou levantando o cerco e repartiu os seus homens entre as cidades aliadas..
Em 139 a.C., o Senado enviou Popílio Lenas para substituí-lo, mas enquanto ele estava a caminho, Quinto concluiu um tratado segredo com os numantinos, bastante desfavorável aos interesses romanos. Pompeu propôs a paz aos numantinos, pois sabia que, quando retornasse a Roma, seus inimigos aristocratas colocariam em discussão seus atos e seu progresso na guerra na Hispânia. Publicamente, ele exigiu a rendição incondicional dos numantinos, mas as tratativas secretas acordaram uma troca de prisioneiros e a entrega dos desertores romanos em troca de alguns reféns e trinta talentos. Os numantinos, cansados da guerra, aceitaram prontamente as condições e entregaram imediatamente o dinheiro.
Quando Lenas soube das ações do seu predecessor, que renegou o tratado apesar da presença e do testemunho de seus oficiais, denunciou-o ante os senadores, que invalidaram o tratado e retomaram os combates.

## Anos finais
Apesar disto, Pompeu conseguiu evitar qualquer pena disciplinar em Roma por sua conduta na guerra e pelo subterfúgio utilizado para conseguir o tratado que ele próprio renegou, apesar de diversos romanos proeminentes terem testemunha contra ele, especialmente os irmãos Quinto Cecílio Metelo e Lúcio Cecílio Metelo.
Suas derrotas na Hispânia não tiraram sua fama entre o povo e ele foi eleito censor em 131 a.C. com Quinto Cecílio Metelo Macedônico, a primeira vez que os dois censores eram plebeus.